# 圣科隆瓦德拉斯蒙哈斯
圣科隆瓦德拉斯蒙哈斯，是西班牙卡斯蒂利亚-莱昂萨莫拉省的一个市镇。 总面积7平方公里，总人口317人（2001年），人口密度45人/平方公里。